# Вагінг-ам-Зее
Вагінг-ам-Зее (нім. Waging am See) — громада в Німеччині, розташована в землі Баварія. Підпорядковується адміністративному округу Верхня Баварія. Входить до складу району Траунштайн. Центр об'єднання громад Вагінг-ам-Зее.
Площа — 48,86 км2. Населення становить 7022 ос. (станом на 31 грудня 2020).

## Галерея

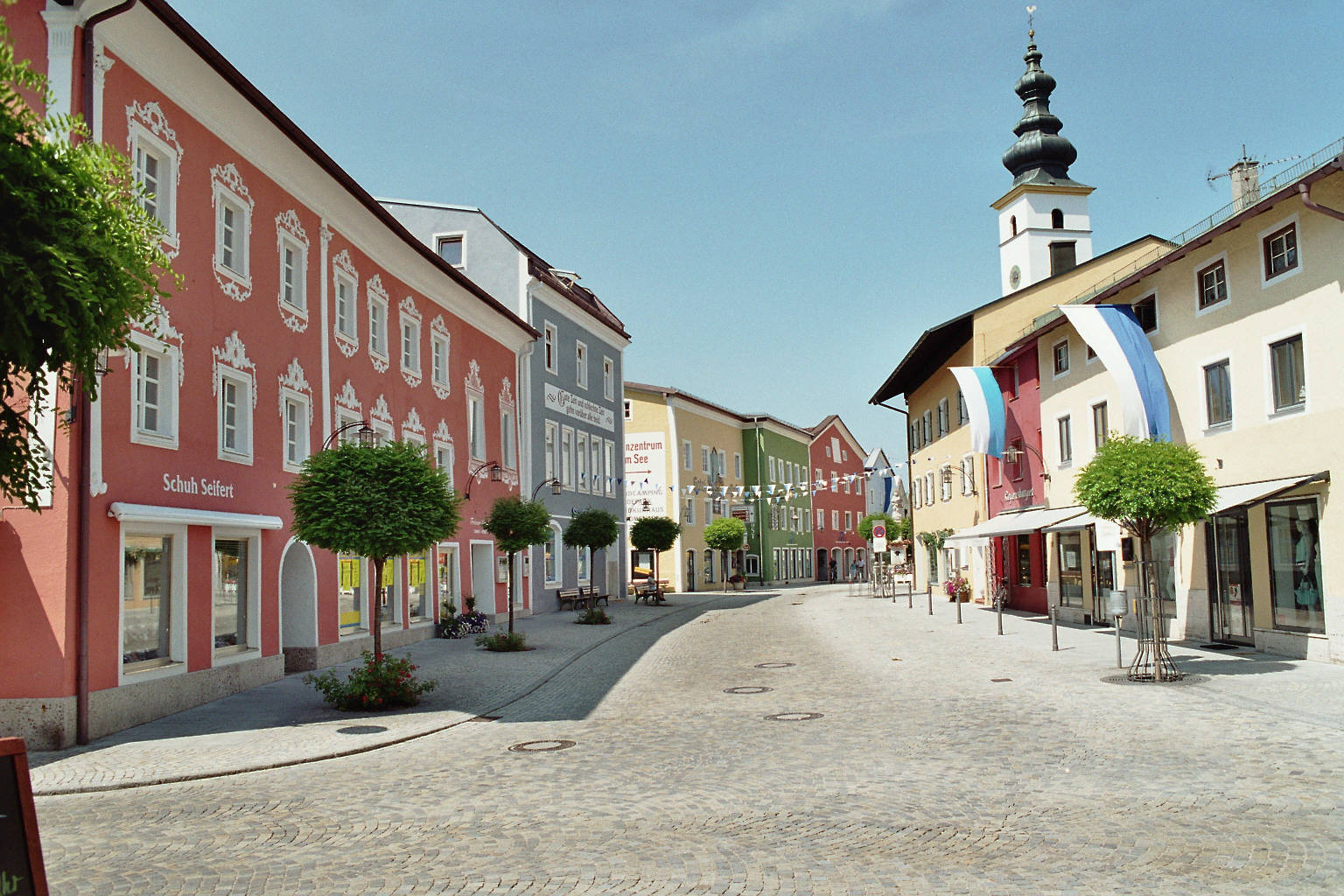
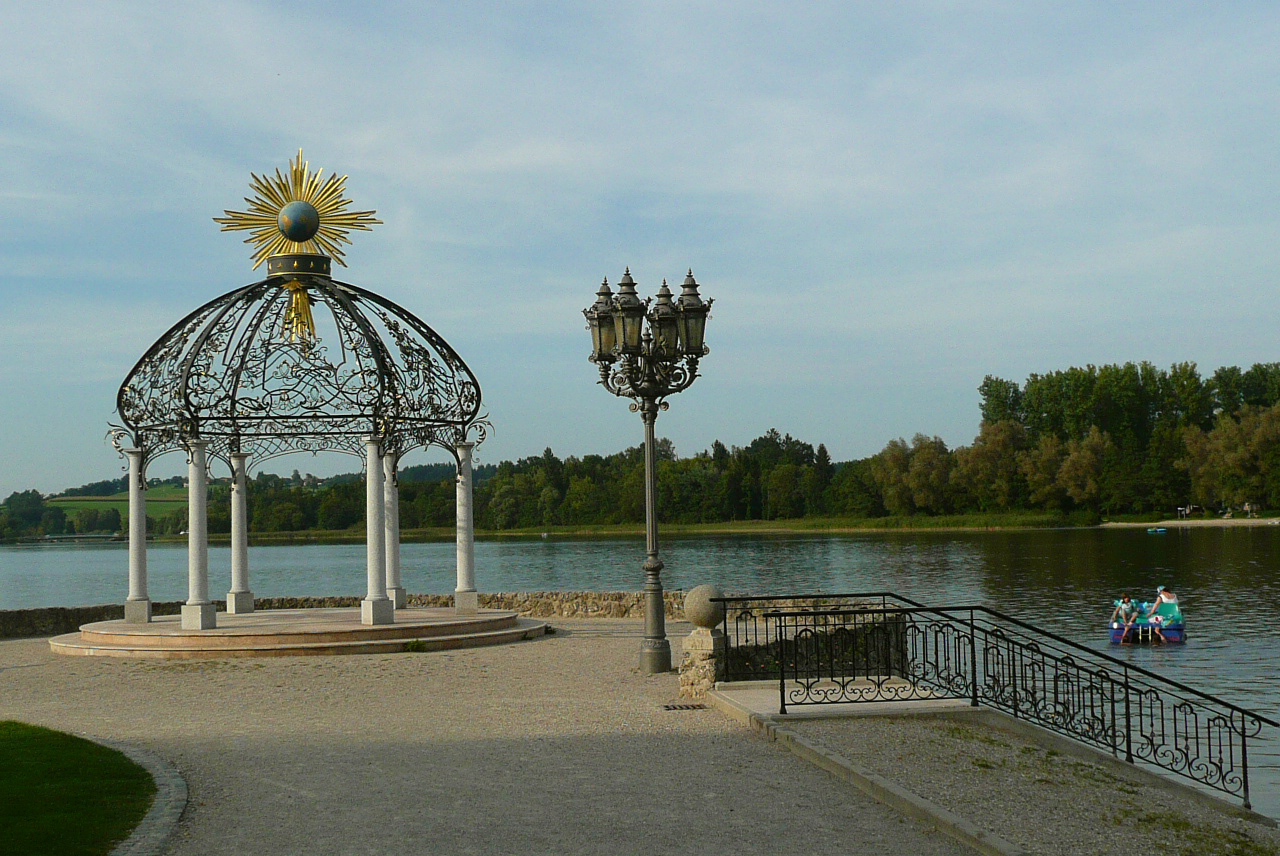
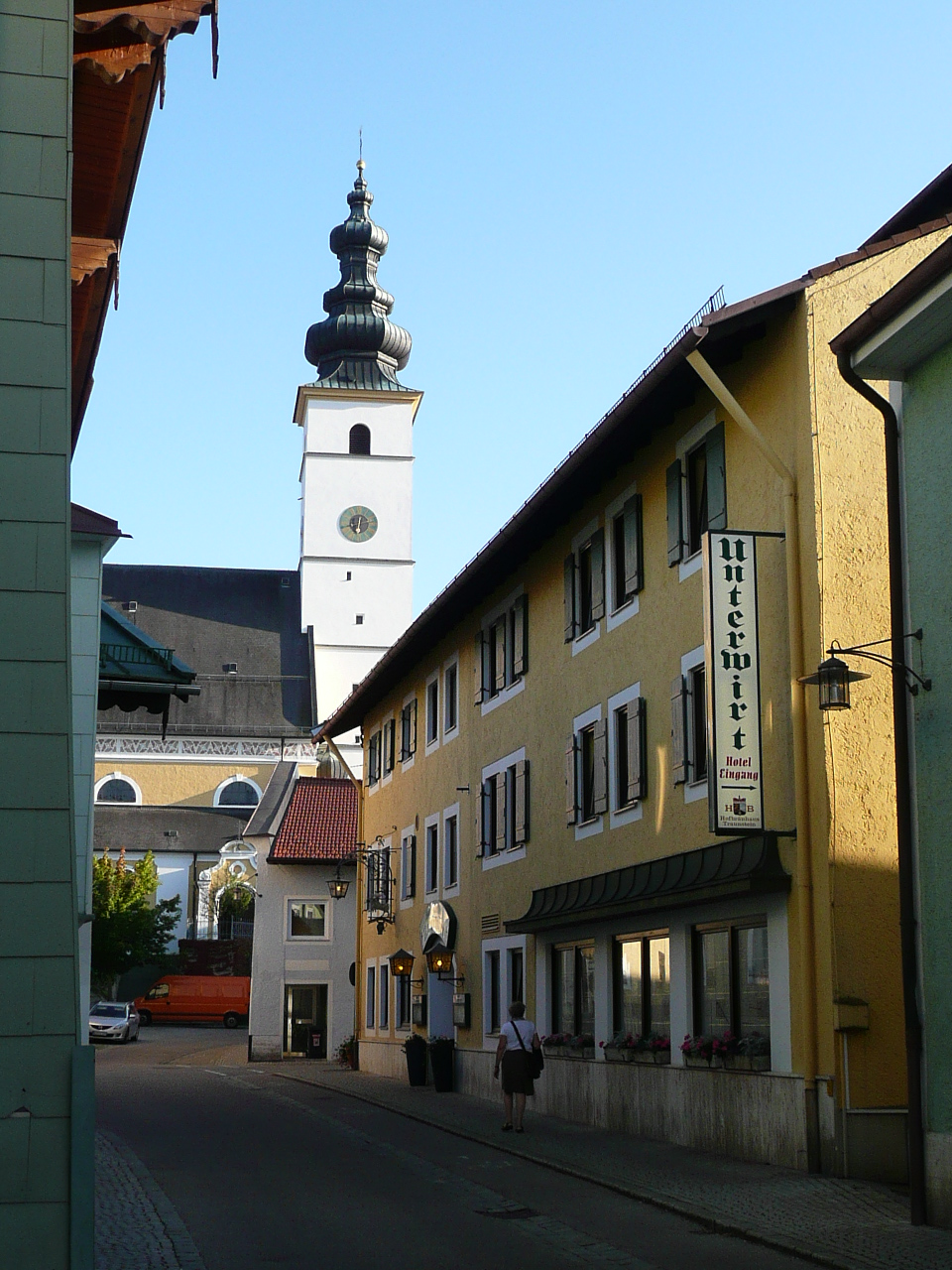
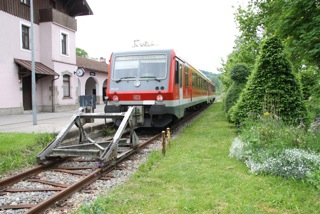
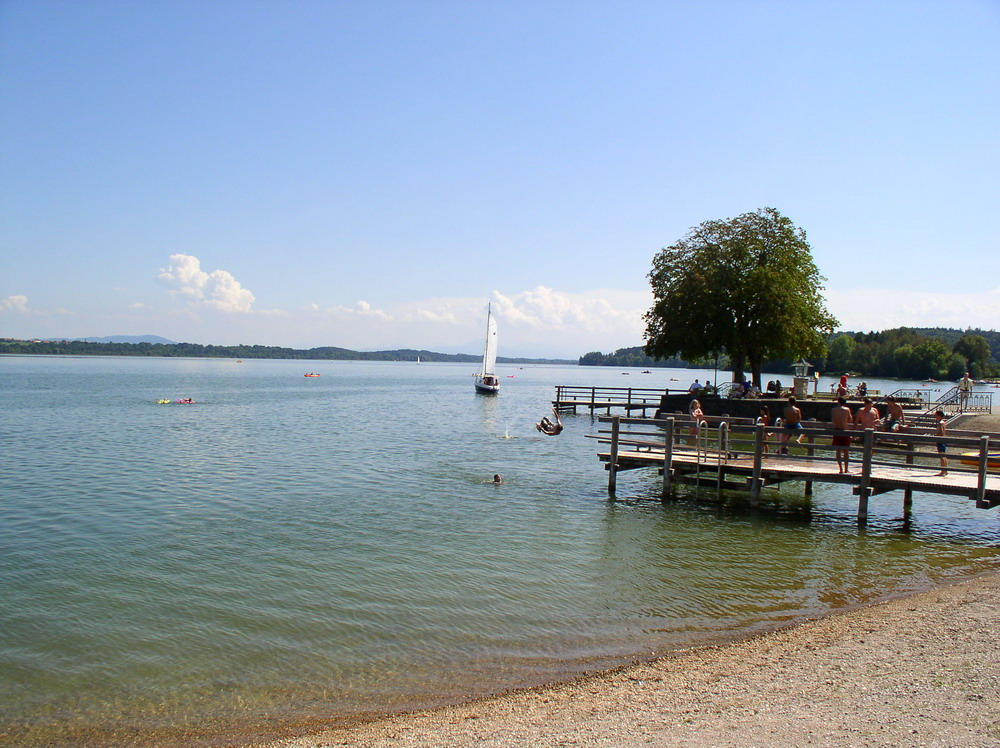